# Herman Tammo Wallinga
Herman Tammo Wallinga (Amsterdam, 8 de gener del 1925 – Utrecht, 1 de gener del 2018) va ser un catedràtic d'història antiga neerlandès.

## Biografia
Wallinga es va doctorar el 3 de febrer del 1956 a Utrecht amb The boarding-bridge of the Romans. Its construction and its function in the naval tactics of the first Punic War. Després va començar la carrera de catedràtic a la Universitat d'Amsterdam amb l'especialitat d'Història antiga  i antiguitats gregues i romanes. El 7 de novembre del 1960 va fer la seva conferència inaugural. L'1 de setembre del 1964 va ser anomenat com a catedràtic a la Universitat d'Utrecht amb l'especialitat d'Història antiga i les institucions estatals dels grecs. A partir del 22 d'abril del 1988 la seva especialitat va canviar a Història antiga i cultura de l'antiguitat. L'1 de febrer del 1990 Wallinga va esdevenir catedràtic emèrit. En ocasió de la seva conferència de comiat va rebre una col·lecció de la seva especialitat, que es focalitzava sobretot en el transport marítim de l'antiguitat.

## Literatura
- Van landrotten en zeeschuimers. Opstellen aangeboden aan H.T. Wallinga. Utrecht, 1990.